# Draxini
Draxini – wieś w Rumunii, w okręgu Botoszany, w gminie Bălușeni. W 2011 roku liczyła 1815 mieszkańców.